# Kyselo
Kyselo či krkonošské kyselo je polévka z chlebového kvasu, rozšířená zejména v Podkrkonoší a Podorlicku. První ověřený doklad o kyselu pochází z roku 1803.

## Složení
Základem je chlebový kvas, nejlépe z tmavé žitné mouky. Při přípravě polévky se kvásek rozmíchá ve vlažné vodě tak, aby nezůstaly žmolky. Polévka se připravuje nejlépe z houbového vývaru (vaří se houby s cibulí a kmínem – vše se v polévce ponechá), do kterého se rozmíchaný kvásek vlije, vše se povaří, dochutí se osmaženou cibulkou, případně vařenými brambory (většinou se vaří spolu s polévkou, ale lze i odděleně). Do bohatšího kysela se před podáváním vkládají na másle míchaná vajíčka, nebo se vajíčka do polévky zavaří, případně se polévka doladí smetanou. Povrch polévky vylepšíme lžící škvařeného másla. Výsledná hustota polévky by měla být zhruba jako u kulajdy. Kyselo lze připravit i s přídavkem mléka.
V krkonošských domácnostech byl pro přípravu kysela vyhrazen hrnec kyselák, v němž kvas v teple dozrával. Hospodyně z něj odebírala polovinu na přípravu polévky a doplňovala převařenou vodu a tmavou žitnou mouku.

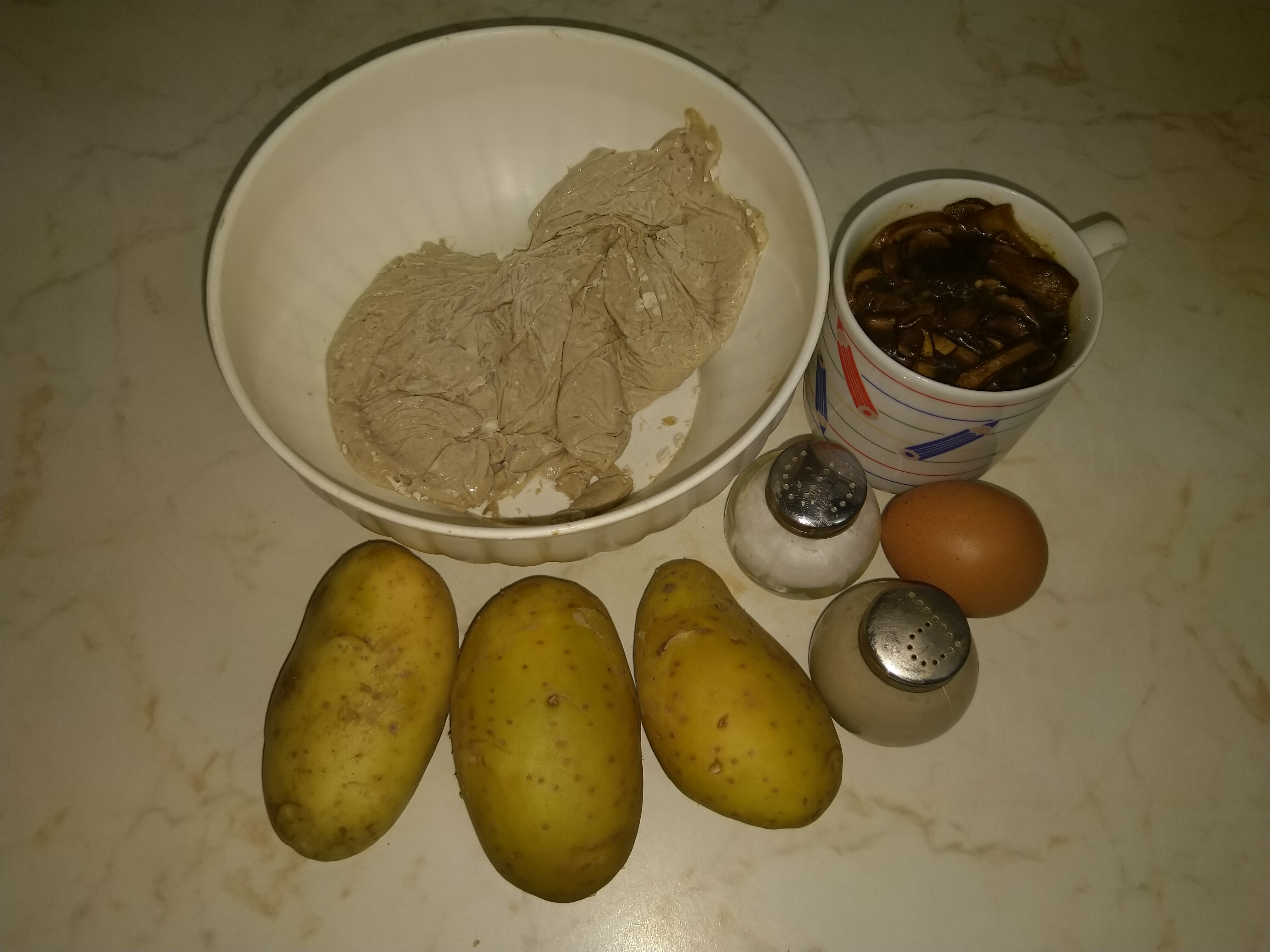
Základní suroviny na přípravu podkrkonošského kysela: kvas, namočené houby, brambory, vajíčko, sůl a pepř

## Odlišnosti
V Polsku je varianta této polévky považována za specialitu polské regionální kuchyně a nazývá se żur [žur], jméno však pochází z německého slova sūr, dnes sauer = kyselý. Jedno z polských přísloví praví: Ze żuru, chłop jak z muru (… jako zeď). Vyjadřuje, že tato polévka je velmi výživná.
Kyselo bývá zaměňováno s kulajdou. Ta se však od kysela liší tím, že se při její přípravě nepoužívá kvas, ale zato vždy mléko nebo smetana.